# Eckstein (Familienname)
Eckstein ist ein deutscher Familienname.

## Namensträger

### A
- Adolf Eckstein (Verleger) (Adolph Eckstein; 1842–1904), österreich-ungarischer Verleger und Journalist
- Adolf Eckstein (Lithograf) (vor 1852–1880), deutscher Lithograf, Inhaber der Königlichen Hofkunstanstalt Eckstein & Stähle in Stuttgart
- Adolf Eckstein (Historiker) (Adolf Abraham Eckstein; 1857–1935), deutscher Theologe, Rabbiner, Historiker und Schriftsteller
- Adolf Eckstein (Komponist) († nach 1913), Arrangeur und Komponist
- Albert Eckstein (Mediziner) (1891–1950), deutscher Pädiater und Hochschullehrer
- Albert Eckstein (Musiker) (1913–1992), deutscher Violinist
- Alfred Eckstein (1879–1950), deutscher Architekt
- Anna Bernhardine Eckstein (1868–1947), deutsche Lehrerin und Pazifistin
- Ashley Eckstein (* 1981), US-amerikanische Synchronsprecherin und Schauspielerin

### B
- Bernd Eckstein (* 1953), deutscher Skispringer
- Bernhard Eckstein (1935–2017), deutscher Radrennfahrer
- Bertha Eckstein-Diener (Pseudonym Sir Galahad; 1874–1948), österreichische Schriftstellerin und Journalistin
- Brigitte Eckstein (1926–2007), deutsche Physikerin und Didaktikerin

### C
- Charlotte Eckstein (1926–2001), deutsche Richterin am Bundesverwaltungsgericht
- Christine Eckstein-Puhl (* 1968), deutsche Juristin und Richterin
- Claire Eckstein (1904–1994), deutsche Tänzerin, Tanzregisseurin und Choreografin

### D
- David Eckstein (* 1975), US-amerikanischer Baseballspieler
- Detlev Eckstein (* 1949), deutsch-österreichischer Schauspieler
- Dieter Eckstein (* 1964), deutscher Fußballspieler
- Dieter Eckstein (Dendrochronologe) (1939–2021), deutscher Holzbiologe und Dendrochronologe

### E
- Emil Eckstein (1889–1944), deutscher Widerstandskämpfer gegen den Nationalsozialismus
- Emma Eckstein (1865–1924), österreichische Psychoanalyse-Patientin
- Ernst Eckstein (Schriftsteller) (1845–1900), deutscher Schriftsteller
- Ernst Eckstein (Politiker) (1897–1933), deutscher Politiker (SPD, SAPD)

### F
- Felix Eckstein (Archäologe) (1925–1988), deutscher Archäologe
- Felix Eckstein (Mediziner) (* 1964), deutscher Mediziner
- Ferdinand von Eckstein (1790–1861), dänischer Schriftsteller und französischer Beamter
- Franz Eckstein (1878–1945), deutscher Filmregisseur
- Franz Gregor Ignaz Eckstein (1689–1741), österreichischer Freskant
- Frederick Eckstein (geb. Friedrich Eckstein; um 1775–1852), deutsch-amerikanischer Bildhauer
- Friedrich Eckstein (1861–1939), österreichischer Polyhistor, Literat und Mäzen
- Friedrich Eckstein, deutscher Boxer, siehe SV Polizei Lübeck #Boxen
- Friedrich Eckstein (Ingenieur) (1933–2018), deutscher Maschinenbauingenieur und Hochschullehrer
- Friedrich August Eckstein (1810–1885), deutscher Altphilologe und Pädagoge
- Fritz Eckstein (* 1932), deutscher Chemiker

### G
- George Eckstein (1928–2009), US-amerikanischer Drehbuchautor und Filmproduzent
- Gustav Eckstein (1875–1916), österreichischer Journalist

### H
- Hanns Albert Eckstein, deutscher Heraldiker
- Hans Eckstein (Historiker) (1867–1928), deutscher Historiker
- Hans Eckstein (Bildhauer) (auch Johann Eckstein; 1893–??), deutscher Bildhauer
- Hans Eckstein (Publizist) (1898–1985), deutscher Publizist und Designtheoretiker
- Hans Eckstein (Wasserballspieler) (Johannes Eckstein; 1908–1985), deutscher Wasserballspieler
- Hans Eckstein (Ruderer) (* 1939), deutscher Ruderer und Rudertrainer
- Hans-Joachim Eckstein (Metallurg) (1931–2022), deutscher Werkstoffwissenschaftler und Hochschullehrer
- Hans-Joachim Eckstein (* 1950), deutscher Theologe
- Harald Eckstein (1938–2018), deutscher Jazzmusiker
- Harry H. Eckstein (1924–1999), deutsch-amerikanischer Politikwissenschaftler
- Heinrich Eckstein (1907–1992), deutscher Politiker (CDU)
- Heinrich Eckstein (Amtmann) (1791–1836), deutscher Verwaltungsbeamter
- Helmut Eckstein (* 1951), deutscher Fußballspieler
- Helga Eckstein (* 1924), deutsche Richterin am Bundesgerichtshof
- Herbert Eckstein (Politiker, 1899) (1899–1980), deutscher Politiker (ThLB, CNBL, NSDAP), MdL Thüringen
- Herbert Eckstein (Geistlicher) (1912–2003), deutscher Superintendent
- Herbert Eckstein (Mediziner) (1926–1986), deutsch-britischer Kinderchirurg
- Herbert Eckstein (Politiker, 1956) (* 1956), deutscher Politiker (SPD), MdL Bayern
- Hermann Eckstein (1847–1893), deutsch-südafrikanischer Unternehmer und Bankier

### J
- Johann Eckstein (Maler, † 1760) († 1760), böhmischer Maler
- Johann Eckstein (Maler, 1762) (1762–1802), deutscher Maler
- Johann Eckstein (Bildhauer), deutscher Bildhauer
- Johann Georg Eckstein (um 1703–um 1733), deutscher Maler, Kupferstecher und Bossierer
- Johannes Eckstein (1735–1817), deutscher Bildhauer, Maler und Zeichner
- John Eckstein (Johannes II Eckstein; um 1760–1838), deutscher Maler
- Josef Eckstein (* 1946), deutscher Erziehungswissenschaftler und Hochschullehrer
- Jutta Eckstein (* 1965), deutsche Informatikerin

### K
- Karl Eckstein (1859–1939), deutscher Forstwissenschaftler und Entomologe
- Ken Eckstein (* 1965), deutscher Jurist
- Kiu Eckstein (* 1927), deutscher Fernsehjournalist, Autor und Filmemacher
- Kurt Eckstein (Kreisdirektor) (1863–1924), hessischer Kreisrat
- Kurt Eckstein (* 1947), deutscher Politiker (CSU)

### L
- Lars Eckstein (* 1975), deutscher Sprach- und Literaturwissenschaftler
- Lutz Eckstein (* 1969), deutscher Ingenieur und Hochschullehrer

### M
- Manfred Eckstein (Politiker, 1935) (* 1935), deutscher Arzt und Politiker (SPD)
- Manfred Eckstein (Politiker, 1936) (* 1936), deutscher Arzt und Politiker (CDU)
- Meyer Abraham Eckstein (1807–1877), deutscher Tabakmanufakturist

### O
- Olga Eckstein (1920–2000), deutsche Wasserspringerin
- Oliver Eckstein (* 1968), deutscher Golfer
- Otto Eckstein (1927–1984), US-amerikanischer Volkswirtschaftler

### P
- Percy Eckstein (1899–1962), österreichischer Schriftsteller und Übersetzer
- Peter Eckstein (* 1950), deutscher Wirtschaftswissenschaftler, Statistiker und Hochschullehrer
- Péter Eckstein-Kovács (* 1956), rumänischer Rechtsanwalt und Politiker, Abgeordneter, Senator und Minister

### R
- Rudolf Eckstein (1915–1993), deutscher Ruderer
- Ruth Eckstein (Malerin, 1916) (1916–2011), US-amerikanische Malerin und Grafikerin
- Ruth Eckstein (Malerin, 1920) (1920–1997), deutsche Malerin

### S
- Sebastian Eckstein (1711–1757), mährischer Maler
- Susan Eckstein (* 1942), US-amerikanische Soziologin

### T
- Therese Eckstein (1884–1972), deutsche Schauspielerin, Regisseurin und Schriftstellerin, siehe Rosa Porten

### U
- Ulrich Eckstein (1931–2010), deutscher Eishockeyspieler
- Utz Eckstein (um 1490–1558), Schweizer Geistlicher und Pamphletist

### V
- Vinzenz Eckstein (1785–1845), badischer Oberamtmann
- Volker Eckstein (1946–1993), deutscher Schauspieler

### W
- Wilhelm Eckstein (1863–1936), deutscher Maler
- Willi Eckstein (1932–1943), deutscher Sinto
- Willie Eckstein (1888–1963), kanadischer Pianist und Komponist

### Y
- Yechiel Eckstein (1951–2019), US-amerikanischer Rabbiner